# Heiliges Grab (Speyer)
Das Heilige Grab zu Speyer (wohl aufgrund der für die Templer typischen Bauform (Templerrotunde) auch „der Tempelherren Kirche“) war eine in der Speyerer Vorstadt Altspeyer gelegene Kirche, welche nach 1148 von zwei reichen Speyerer Bürgern als bauliche Nachbildung der Grabeskirche zu Jerusalem errichtet wurde.

## Geschichte

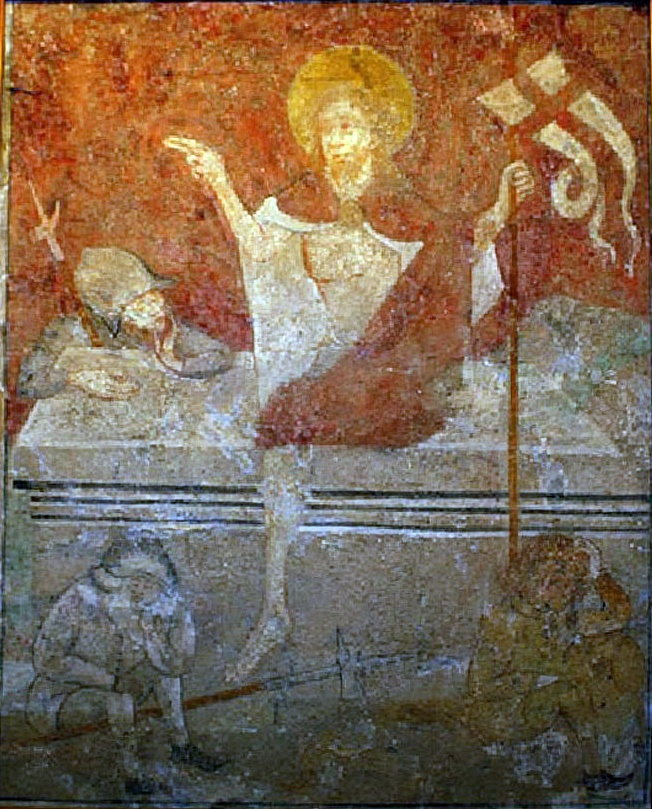
Marienkirche Eibensbach, gotisches Wandbild "Hl. Grab", um 1450 (verm. im Auftrag des Speyerer Klosters gemalt)

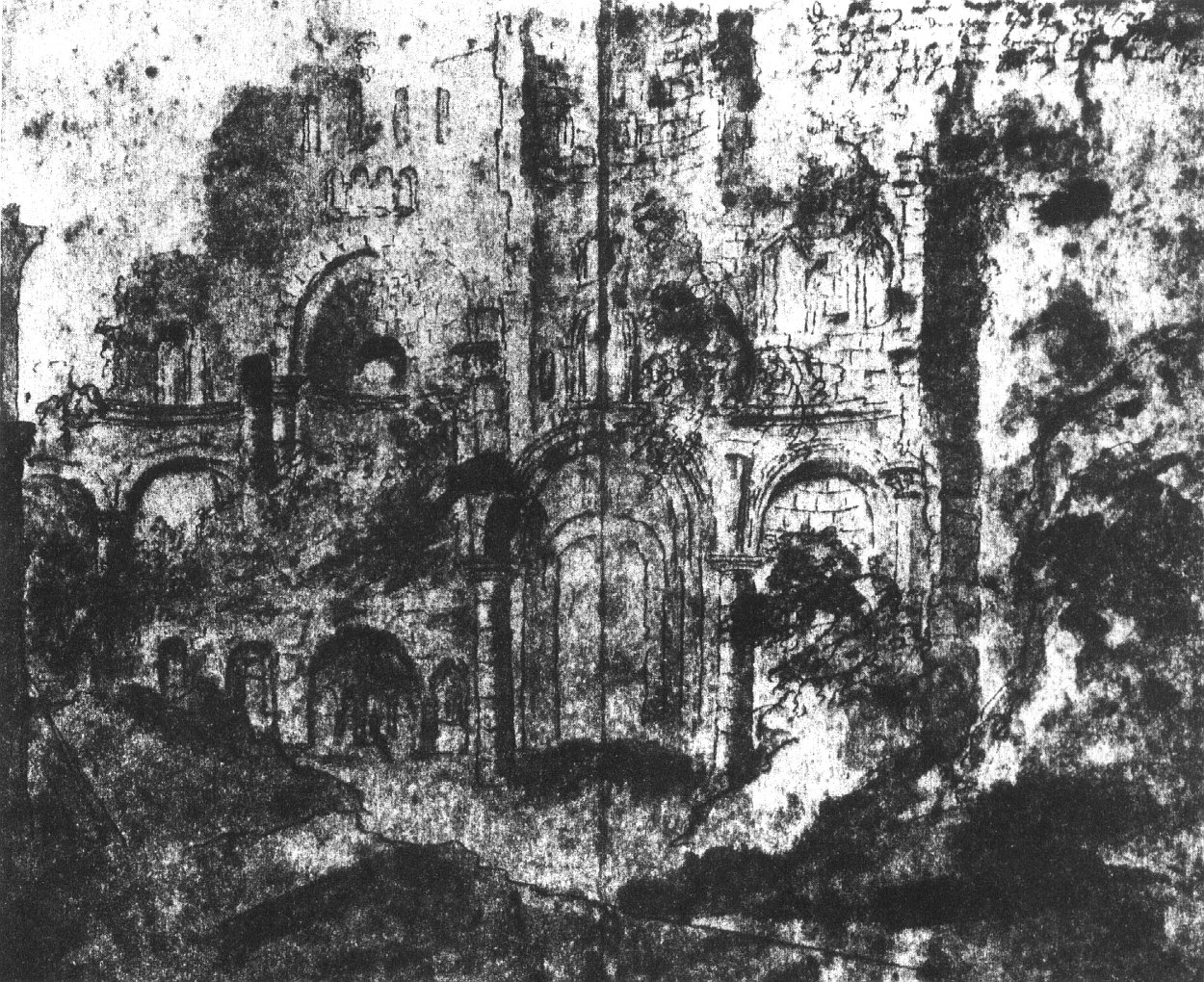
Zeichnung der Ruine der Heilig-Grab-Kirche von 1733

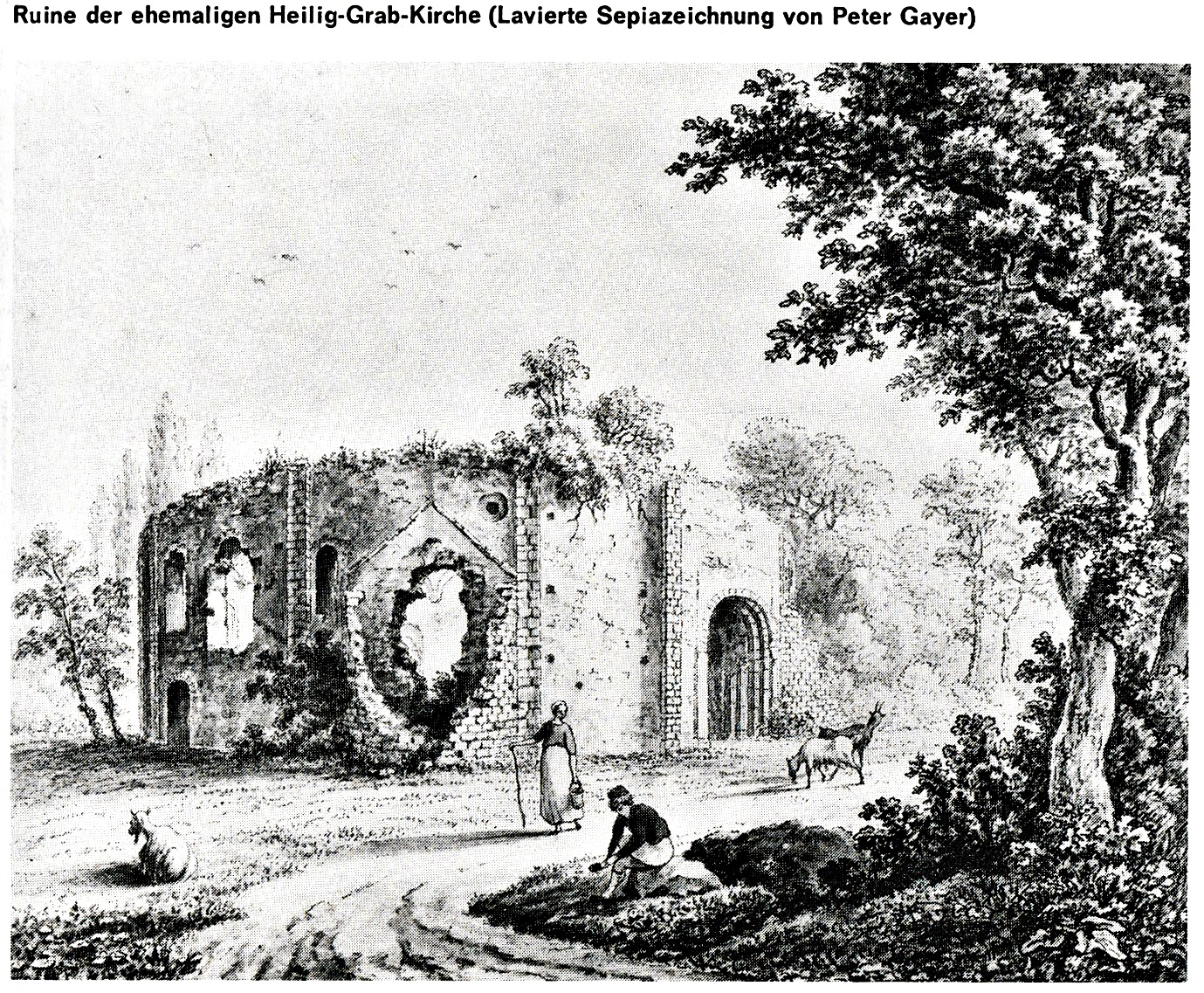
Ruine der Hl. Grab Kirche, Anfang des 19. Jahrhunderts, Zeichnung von Peter Gayer

### Aufstieg des Klosters
An Weihnachten 1148 rief Bernhard von Clairvaux im Speyerer Dom in einer Rede König Konrad III. und die anwesenden Fürsten, Ritter und Knappen auf ins Heilige Land zu ziehen. Etwa zur gleichen Zeit begaben sich zwei reiche Speyerer Bürger auf eine Pilgerreise nach Jerusalem, um das Grab Jesu Christi aufzusuchen. Nach ihrer Rückkehr begannen sie aus Dankbarkeit für die geglückte Wallfahrt mit der Errichtung einer „Kirche und Begräbnisstätte ganz nach dem Vorbild der heil[igen] Grabeskirche zu Jerusalem“:169–173 an der Diebsbrücke im äußersten Norden der Vorstadt Altspeyer. Zur Kirche stifteten sie auch ein Konvent für Frauen, welches nach ihrem Tod die Vollendung der Kirche übernahm. Die Kirche zog, so wird berichtet, bereits vor ihrer Vollendung zahlreiche Besucher an. Nach ihrer Vollendung kamen die Pilger und bezeugten, das die Kirche zu Speyer, ganz der zu Jerusalem gleiche. Die Nonnen wirtschafteten offenbar sehr schlecht, sodass die Gebäude verfielen und die Einkünfte der Stiftung sanken. Daher übertrug der Speyerer Bischof Konrad III. mit Zustimmung des Domkapitels und der Bürgerschaft 1207 das Kloster samt Besitzungen an das Kloster der Brüder vom Heiligen Grab zu Denkendorf nahe Stuttgart. Im Gegenzug musste der dortige Probst Konrad die Nonnen versorgen und durfte nach deren Tod oder Umsiedlung im ehemaligen Nonnenkonvent einen „Konvent der Brüder vom Heiligen Grab“ gründen, welcher unter der Kontrolle des Speyerer Bischof stand. Dieser Konvent erhielt bereits kurz nach seiner Gründung umfassende Zuwendungen. So erhielten die Brüder 1214 von König Friedrich II. die Patronatsrechte zu Kirchheimbolanden mit dem zugehörigen Zehnt und die Dörfer Bischheim, Morschheim, Rittersheim, Orbis und Altenbolanden. Aufgrund dieser Schenkung kam der Priester für die dortige Pfarrei aus den Reihen der Brüder.:374–375 1228 wurden die Brüder von Kaiser Friedrich von Abgaben, Zöllen und Diensten befreit.
1335 übergaben die Grafen von Sponheim eine bereits bestehende, innerhalb der keltischen Ringwallanlage auf dem Donnersberg gelegene Jakobuskapelle dem Prior Heinrich vom Heilig-Grab-Kloster Speyer, um dort ein „echtes Kloster“ vom Eremitenordens des heiligen Paulus (Pauliner) zu gründen. Die Kapelle wurde der dem Speyerer Konvent gehörenden Pfarrei Kirchheimbolanden angeschlossen und 1371 an die Paulinereremiten abgetreten, die dort das Kloster St. Jakob gründeten.
1295 schenkte Graf Rudolf von Neuffen dem Speyerer Hl.-Grab-Kloster das Kirchenpatronat in Güglingen, das 1541 an Württemberg abgetreten wurde. Zur Pfarrei Güglingen gehörte die sehr alte Marienkirche Eibensbach, wo das Kloster 1457 eine Kaplanei stiftete. Etwa zur gleichen Zeit ließ man diese Kirche ausmalen. Unter anderem ist davon ein prächtiges Bild des Hl. Grabes mit dem daraufsitzenden, auferstandenen Jesus erhalten. Es dürfte im Auftrag des Speyerer Hl.-Grab-Klosters entstanden sein und entspricht der Abbildung die auf seinem Siegel zu finden war.
Von 1449 bis zur Reformation besaß das Kloster, als Geschenk des Grafen Ludwig I. von Württemberg, auch den Kirchsatz für die Pfarrei Gundelsheim.

### Folgen der Reformation
Der Prior Nikolaus Speicher trat 1565 zur Freude des Stadtrates mit den drei übrigen Brüdern zum Protestantismus über. Beim Speyerer Bischof Marquard stieß dies auf Missfallen, sodass das Kloster am 14. Januar 1567 vom Generalvikar des Bischofs Stephan Rumelius und einem Notar aufgesucht wurde. Daraufhin gaben zwei Brüder an, vom Prior verleitet worden zu sein und schworen dem Protestantismus ab. Nur der Prior beharrte auf seinem Wechsel. Um den Prior seines Amtes zu entheben, schrieb der Bischof an den Kardinal Otto zu Augsburg, welcher sich beim Papst um die Amtsenthebung einsetzte. 1574 wurde Johann Lucae Prior des Konvents.

### Niedergang des Klosters
1585 verkaufte der Propst von Denkendorf das Konvent mit den zugehörigen Gütern an die Stadt, die es als Lazarett nutzte. 1630 forderte der Konstanzer Bischof, als Eigentümer der Propstei Denkendorf, die Räumung des Lazarettes. Offenbar wollte er den Konvent wiederbeleben, wozu es aber nicht kam. Als die Spanier in jenem Jahr Altspeyer zerstörten, wurden wahrscheinlich auch die Klostergebäude zerstört und anschließend bis auf den markanten Rundbau, welcher Ruine blieb, zumindest teilweise als Lazarett wiederaufgebaut. Dieses „Lazareth am Wormser Thore“:S. 252 wurde schließlich nach dem Ende des Stadtbrands 1689 ebenso wie weitere vom Feuer nicht betroffene Gebäude, zu denen auch das Guidostift zählte in Brand gesetzt.

### Das Kloster als Lazaretthaus
Nach der Rückkehr der Bewohner nach Speyer wurden die Besitzungen des Klosters dem Bürgerspital übergeben und die Gebäude zumindest teilweise wiederaufgebaut und als Lazarett genutzt. Nach dem Ausbruch der Französischen Revolution kamen am 2. August 1792 kaiserliche Truppen von Schwetzingen nach Speyer und nutzten alle Klöster als Unterkunft oder Lazarett. Auch das Lazaretthaus „am Wormserthore“,:S. 260 wie das Heilig-Grab-Kloster nun hieß, wurde umgenutzt. Es war nun eine Feldbäckerei, in der auch die 8 Feldbäcker samt Familien untergebracht waren und vom einzigen nicht umgenutzten Kloster, dem nahegelegenen Klarakloster, versorgt werden mussten. Der Truppenkern zog bereits wenige Tage später in Richtung Frankreich ab, sodass nur noch 3000 aus Mainz und Ungarn stammende Männer in Speyer blieben. Am Sonntag, den 30. September 1792 kamen um die Mittagsstunde französische Truppen unter dem General Custine nach Speyer und eroberten die Stadt wenig später. Inwieweit das Lazaretthaus davon betroffen war, ist unklar, da es aber unmittelbar vor den Toren lag, wurde es wahrscheinlich sehr früh erobert. Wie es anschließend genutzt wurde, ist unklar.
Während ihrer 10-tägigen Anwesenheit leerten oder zerstörten die Truppen die österreichischen Proviant-Magazine, setzten alle Schiffe in Brand und rissen Teile der Stadtmauer ab und verfüllten die Gräben. Nach 10 Tagen Aufenthalt verließen die Franzosen Speyer und zogen in ihr Lager bei Edesheim und Rußdorf. Die Truppen rückten am 18. Oktober nach Mainz vor und übernahmen die Festung. Kurz danach kamen erneut französische Truppen nach Speyer und stellten am 13. November den ersten Freiheitsbaum auf. Am 25. November wurde die alte Verwaltung aufgelöst, der Ratskonsulent Petersen zum Maire ernannt und ein weiterer Freiheitsbaum aufgestellt.
Für die Bewohner der Stadt wuchsen die Lasten, die durch die Einquartierung entstanden, und auch das rohe Benehmen der Soldaten stellte eine große Last dar. Darüber hinaus konfiszierten die Soldaten Schilder und sperrten die Läden. Über die Nutzung des Lazaretthauses ist nichts bekannt, möglicherweise diente es als Pulvermagazin. Da preußische und österreichische Truppen näher kamen, begannen die Republiktreuen alles, was sie transportieren konnten, wegzufahren, und zündeten am 31. März, dem Ostersonntag 1793, die Heu- und Strohmagazine an. Auch das Pulvermagazin am Wormser Tor sollte angezündet werden, wodurch das St.-Klara-Kloster in Gefahr geriet, die allerdings durch die Aufmerksamkeit des Torwächters, der die Fassböden zerschlagen und die Fässer in den Nonnenbach geworfen hatte, gebannt wurde. Gegen drei Uhr zogen österreichische Truppen mit etwa 7.000 Mann in Speyer ein, die am 2. April durch 5.000 Soldaten aus Hessen-Darmstadt mit ihrem Landgrafen verstärkt wurde. Ihnen folgten über die folgenden Tage verteilt weitere Truppen und Gefangene. Am St.-Klara-Kloster also unweit des Lazaretthauses wurde die Artillerie untergebracht, weshalb im Kloster 50 Feldschmiede und Wagner untergebracht waren. Am 21. Mai schien wieder Ordnung einzukehren, denn der alte Stadtrat wurde wiedereingesetzt und die Revolutionsordnung damit abgeschafft. Die Klöster außer das Klarakloster, welches im Gegenzug Binden für die Lazarette herstellte, dienten aber weiterhin als Truppenquartier, Lazarett oder Gefängnis für Kriegsgefangene.
Der Frieden erwies sich letztlich als trügerisch, da man am 28. Dezember 1793 überall in der Stadt hörte, dass sich die deutschen Truppen nach ihrer Niederlage bei Salmbach zurückzögen. Infolge dieser Nachrichten flohen viele Bürger und auch viele Geistliche den Rhein entlang. Am Abend, als die Franzosen Speyer bereits erobert hatten, überquerten schließlich bei Mannheim die kaiserliche Reserveartillerie und 2000 Menschen mit unzähligen Fuhrwerken den Rhein. Am 22. Mai 1794 überquerten schließlich deutscher Truppen den Rhein und vertrieben am 25. Mai die Franzosen aus Speyer, wodurch Speyer kurzzeitig deutsch wurde. Doch bereits am 14. Juli wurde Speyer erneut von französischen Truppen, welche die besiegten österreichisch-preußischen Truppen verfolgten, erobert. Damit war Speyer endgültig Teil der Französischen Republik. Das Lazaretthaus verfiel und wurde wahrscheinlich 1811 für den Bau der Wormser Heerstraße durch die Franzosen abgerissen. Ein Abbruch um das Jahr 1830 ist ebenfalls möglich, da eine aus dem Jahr 1830 stammende Zeichnung des Kreisarchivsleiters Peter Gayer von den Ruinen erhalten ist. Da der Zeichner bereits 1816 in Speyer war und auch Kirchen zeichnete, die damals bereits abgerissen waren, beweist die Zeichnung aber nicht, dass die Kirche noch stand. Ein späterer Abriss ist dagegen sehr unwahrscheinlich, da der Mühlkanal seit seiner Begradigung 1840/50 durch das Gebiet der ehemaligen Kirche verläuft. Später wurde auf dem Areal eine Tankstelle errichtet.

## Architektur

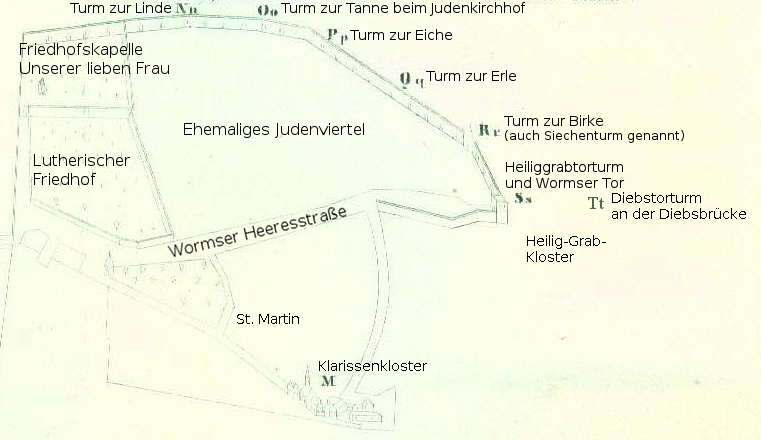
Die Position des damals bereits zerstörten Heilig-Grab-Klosters und der ebenfalls zerstörten und der ebenfalls abgegangenen Martinskirche auf dem Stadtplan von 1730, eingezeichnet ist das damals noch bestehende Klarissenkloster.

Mehrere alte Zeichnungen zeigen, dass diese sehr bedeutende romanische Kirche wie die Grabeskirche aus einer sog. Templerrotunde, also einer für Kirchen des Templerordens typische Rotunde bestand, an die sich Konventsgebäude anschlossen. Auf einem Holzschnitt des Jahres 1550 aus Sebastian Münsters Cosmographia ist der Rundbau am äußersten rechten Rand zu sehen, wird aber von einer anderen Kirche verdeckt. Etwas besser zu sehen ist sie auf einem Kupferstich aus Frans Hogenbergs Civitates Orbis Terrarum von 1537 und einer ähnlichen aus dem Jahre 1600 stammenden Stadtansicht. Nicht mehr zu sehen ist das Bauwerk auf der aus dem Jahr 1637 stammenden Stadtansicht von Matthäus Merian, wo ein dort befindliches Gebäude als Lazarett bezeichnet wird. Sehr gut zu erkennen ist die Anlage auf Philipp Stürmers Bild Die Freie Reichsstadt Speyer vor der Zerstörung im Pfälzischen Erbfolgekrieg 1689. Auch auf dem Holzschnitt Der Speyerer Bannersträger aus Jacob Kallenbergs Wapen. Des Heyligen Römischen Reichs Teutscher nation ist die Kirche gut zu erkennen.

## Grundriss des Klosters
Gemäß einer Karte aus dem Pfalzatlas von 1967, welche Speyer im Jahr 1525 zeigt, lag das Kloster direkt vor der Standmauer der Vorstadt Altspeyer, auf der rechten Seite der Straße, welche vom Wormser Tor zum Diebstor, eine nördlich des Wormser Tores zur Absicherung der über den Nonnenbach führenden Diebsbücke errichtete Toranlage. Das Kloster bestand aus dem auffälligen an der Straße nahe dem Wormser Tor gelegenen Rundbau an dem sich im Nordosten ein quadratischer Bau mit einem Innenhof, vermutlich ein Kreuzgang, anschloss. An der Nordwand dieses Gebäudes befand sich ein rechteckiges Gebäude, welches sich über die gesamte Nordwand erstreckte. Auch an der Ostwand des quadratischen Gebäudes befand sich ein weiteres rechteckiges Gebäude, welches sich in Richtung Süden bis an den Friedhof erstreckte. Dieser Friedhof lag südlich der Klostergebäude vor der Stadtmauer, welche hier, wie auf dem Plan von 1730 erkennbar, vom Wormser Tor nach Südwesten verläuft.